# Sjor
Sjor (Шор тили, Sjor tili) is een officiële taal in Kemerovo gesproken door de Sjoren. Het is een Turkse taal.
Het wordt gesproken door circa 2.800 mensen in Kemerovo. De taal verliest steeds meer sprekers aan het Russisch.

## Schrijfsysteem
Officieel wordt het Sjor geschreven met het Cyrillische alfabet.